# 灰色
灰色介于黑和白之间的一系列颜色，可以大致分为深灰和浅灰。像烏雲密佈的天空、草木灰及鉛都是灰色的。
在歐洲及北美，大部份人認為灰色是中性、一致性、無聊、不確定、老年、冷漠及谦虚有關的顏色。只有1%的成年人認為灰色是他們最喜歡的顏色。
灰色在电阻色碼中代表8（數字、乘冪）或0.05%（誤差）。

## 自然及文化中的灰色

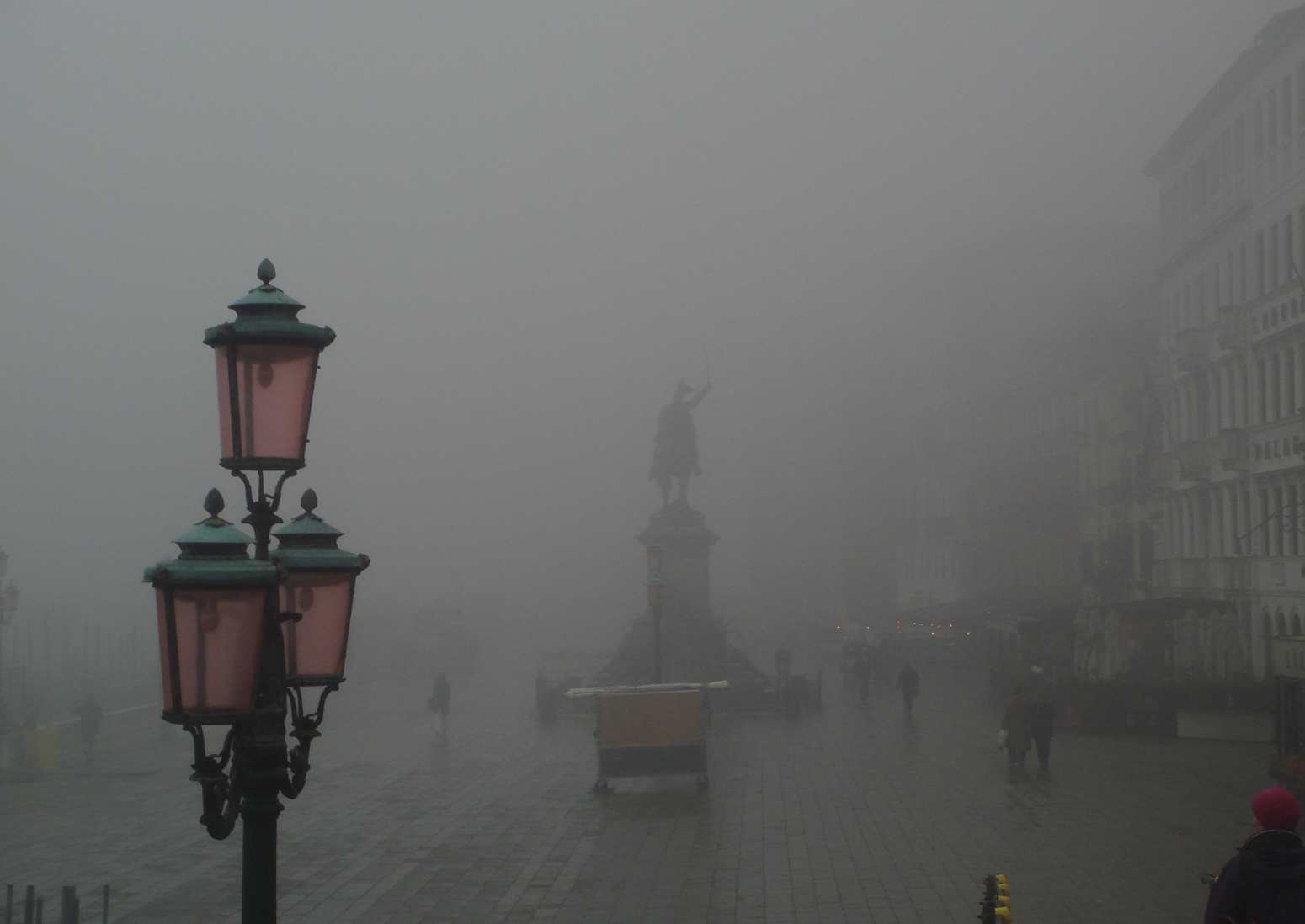
威尼斯的霧
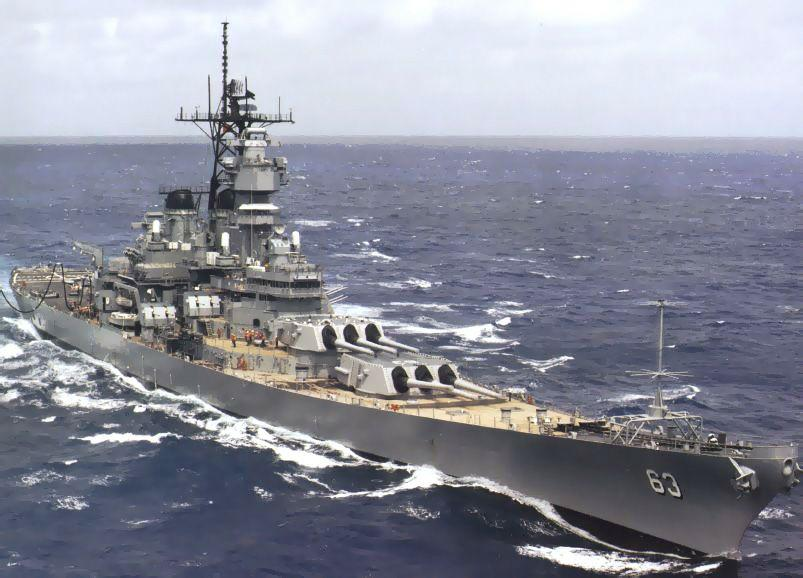
戰艦灰色或類似的灰色是美國戰艦及其他軍用船隻的標準色。其好處是在遠處不明顯。圖中的是1944年建造的密蘇里號戰艦。
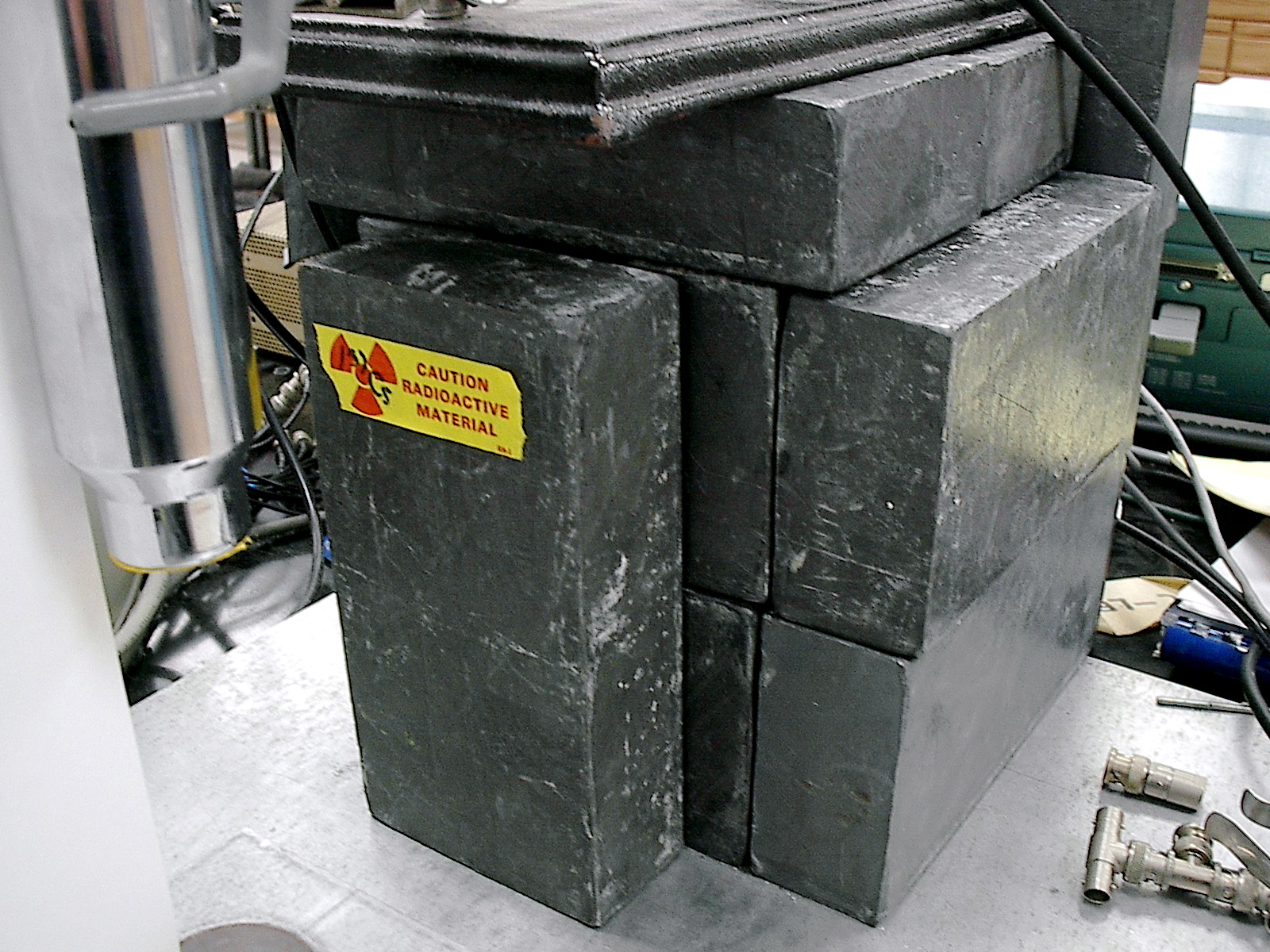
包覆放射性物質的鉛塊
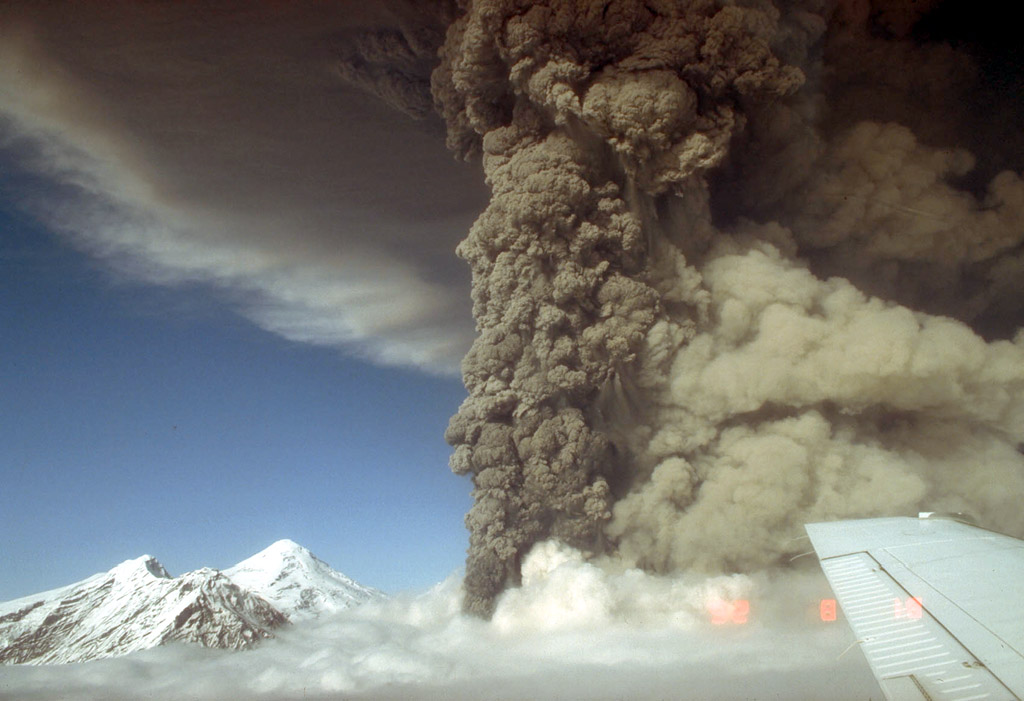
斯普爾火山的火山灰
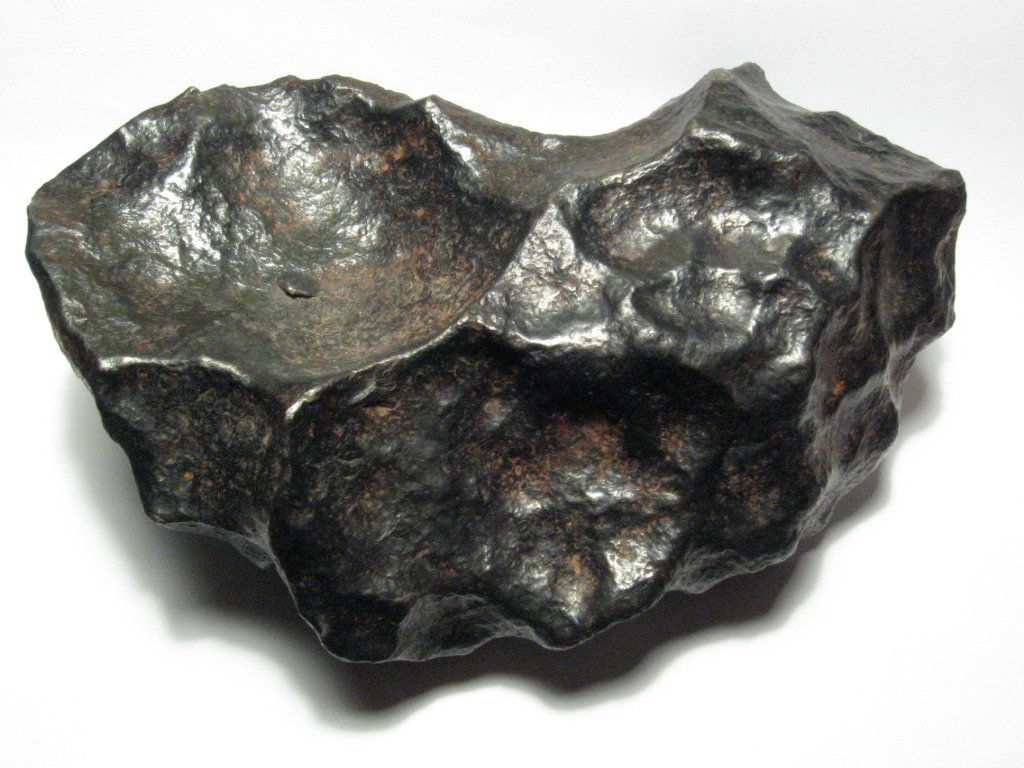
吉丙隕石
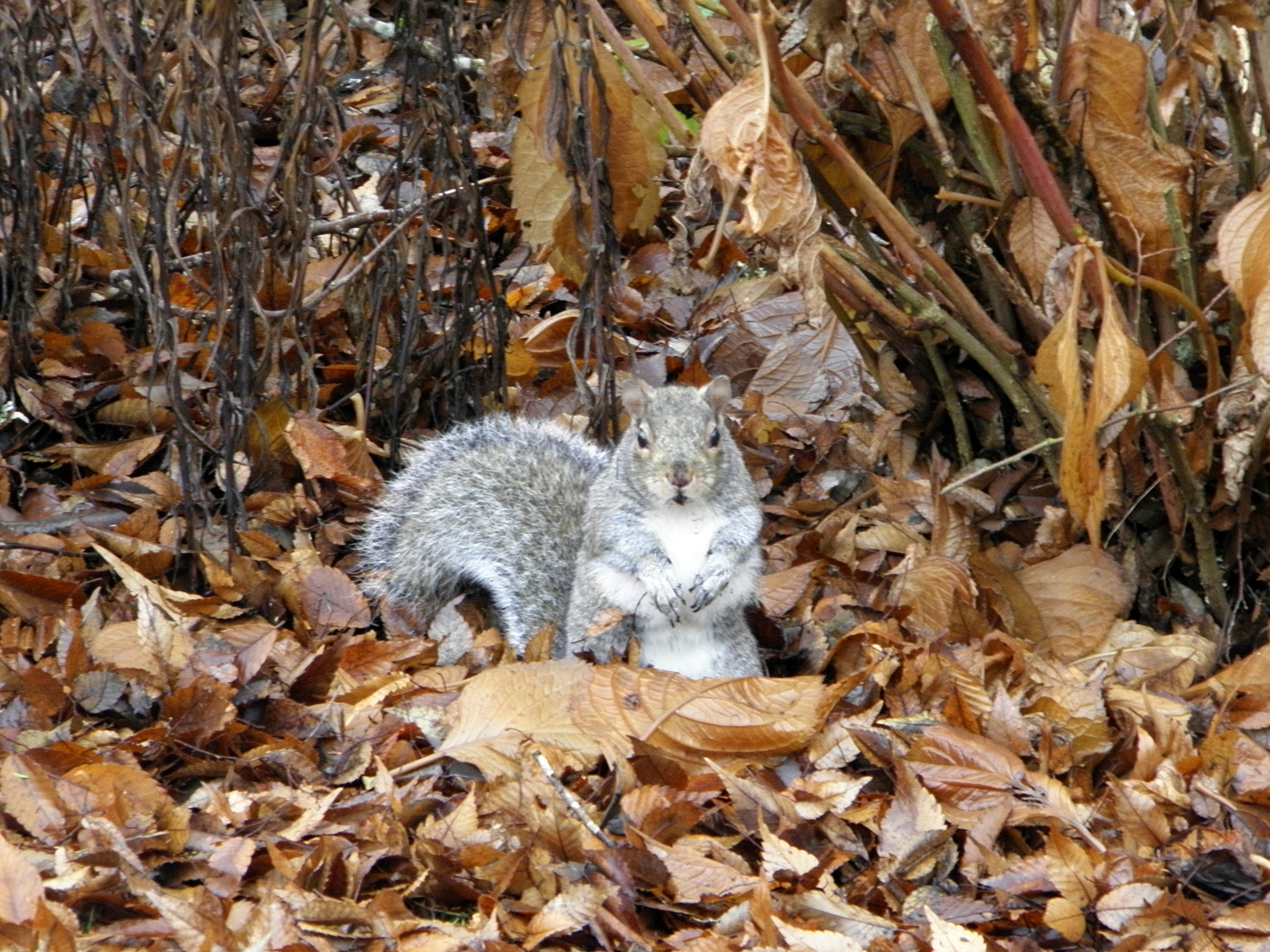
一隻灰松鼠
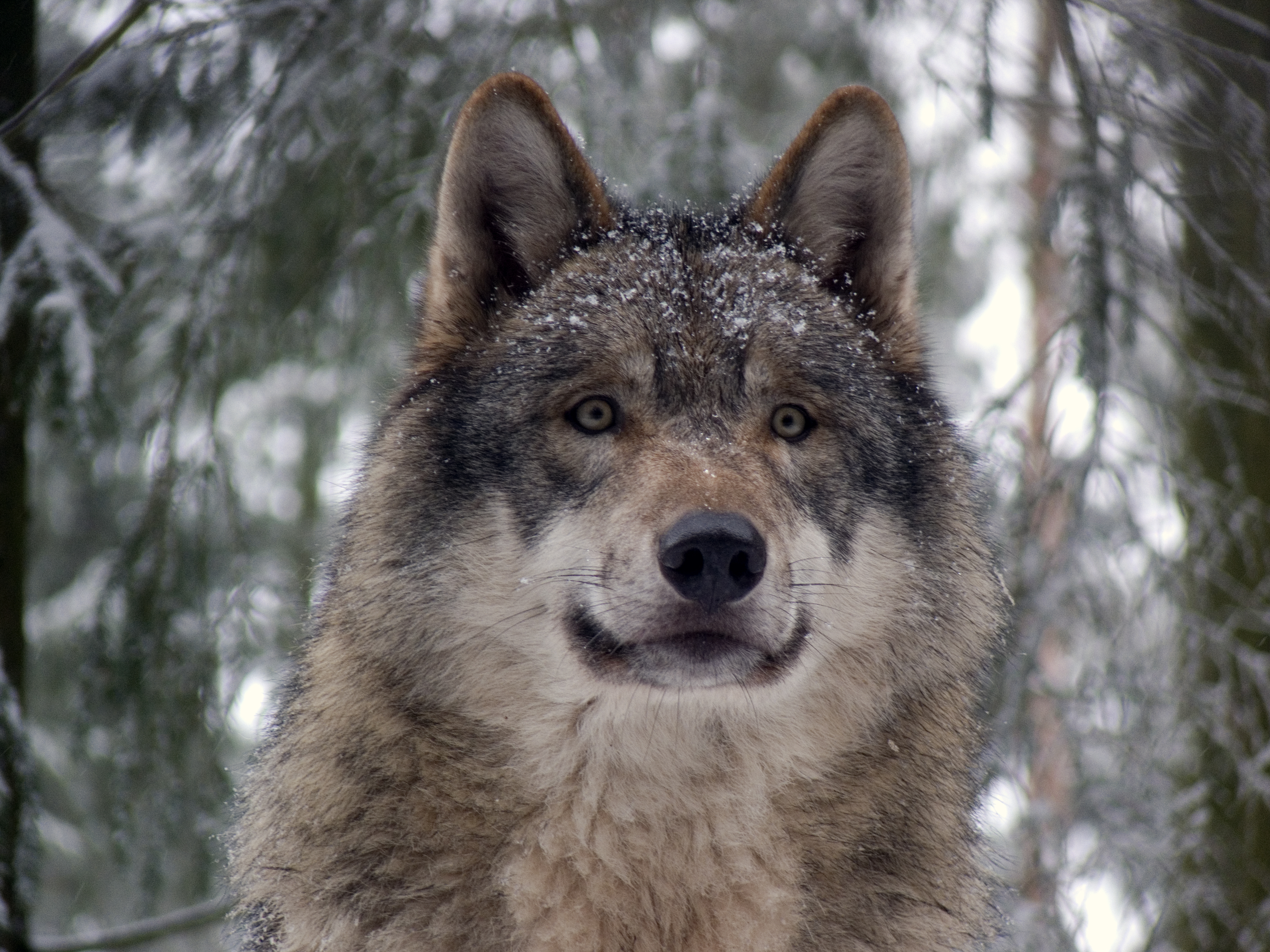
一隻灰狼。